# Machilus balansae
Machilus balansae là loài thực vật có hoa trong họ Nguyệt quế. Loài này được (Airy Shaw) F.N. Wei & S.C. Tang mô tả khoa học đầu tiên năm 2006.